# Angelika Hofer
Angelika Hofer (en Garmisch-Partenkirchen, 26 de julio de 1957 - 27 de diciembre de 2016) fue un bióloga, etóloga, investigadora conductual y autora alemana.
Se dio a conocer a través de sus libros, como Diario de una mamá oca, con una serie de televisión del mismo nombre.

## Libros
- 1989, Diario de una mamá oca. Ars Edition, Munich  ISBN 3-7607-8236-1.
- 1998, Mahale. Encuentro con chimpancés. Pan Edition, Füssen 1998, ISBN 3-9520632-9-0.
- 2003, Königswinkel. Donde los sueños se hacen realidad. Tecklenborg, Steinfurt. ISBN 3-934427-26-X.